# 엔도 가즈히코
엔도 가즈히코(일본어: 遠藤 一彦, 1955년 4월 19일 ~ )는 일본의 전 프로 야구 선수이자 야구 지도자, 야구 해설가·평론가이다. 후쿠시마현 니시시라카와군 니시고촌 출신이며 현역 시절 포지션은 투수였다.
주니치 드래건스와 야쿠르트 스왈로스에서 활약했던 엔도 마사타카는 사촌에 해당한다.

## 인물

### 프로 입단 전
학교법인 이시카와 고등학교를 졸업하고 도카이 대학에 진학, 하라 다쓰노리는 대학 후배에 해당된다. 수도 대학 야구 리그 통산 47경기에 등판하여 28승 5패, 평균자책점 1.11, 200탈삼진을 기록했고 최고 수훈선수 1차례, 최우수 투수 2차례, 베스트 나인 1차례 등을 수상한 바가 있다. 1977년 프로 야구 드래프트 회의에서는 요코하마 다이요 웨일스로부터 3순위 지명을 받아 입단했는데 대학 시절에는 건축학을 전공하고 있어 설계사가 되는 것이 꿈이었다고 한다. 그 때문에 드래프트 지명된 애당초에는 프로 입단을 거부하고 있었는데 고향인 후쿠시마로 가는 전차 안에서 스카우트가 끈질기게 설득한 끝에 다이요에 입단할 수 있었다.

### 선수 시절
프로 1년차인 1978년 시즌 종반에는 1군에 승격하면서 데뷔 첫 승리를 거뒀지만 벳토 가오루 당시 감독의 육성 방침에 의해 거의 2군에서 생활했다. 벳토 감독이 그 해 봄에 언더스로의 투구폼을 변경하라는 지시가 있었지만 2군 투수 코치였던 호리모토 리쓰오가 “자신이 납득할 수 있는 폼으로 던져라. 위에서 물어보면 언더스로로 던지고 있다고 대답해라”라는 강력한 지시 하에 본격파 투수로서의 한 걸음을 내디뎠다. 1979년 시즌 전반기에는 선발, 후반기에는 중간 계투로서 등판하는 등 12승 12패 8세이브의 성적을 기록했지만 그 해의 신인왕은 리그 승률 부문에서 1위를 기록한 후지사와 기미야가 차지했다. 이듬해 1980년에는 시즌을 통해 마무리 투수로서 활약해 다음해인 1981년에 사이토 아키오와 바뀌는 형태로 선발 투수로 복귀했다.
1983년에는 18승(16선발승으로 에가와 스구루와 최다 선발승 공동 1위) 9패 3세이브, 탈삼진 186개, 평균자책점 2.87의 성적으로 최다승, 최다 탈삼진, 최다 완투 등 투수 부문을 연달아 석권했고 베스트 나인과 최고의 투수에게 주어지는 사와무라 에이지상까지 수상했다. 이듬해 1984년에는 17승(16선발승으로 야마네 가즈오(16선발승) 스즈키 다카마사(16선발승)와 최다 선발승 1위) 17패, 탈삼진 208개의 성적으로 최다승, 최다 탈삼진을 차지했지만 한편으로 최다 패전, 최다 피안타, 최다 피홈런 등 불명예스런 기록도 남겼다. 17승째를 올린 10월 13일 야쿠르트전에서는 9회 2아웃까지 호투한 상태에서 1984년 시즌 끝으로 현역 은퇴를 선언했던 히라마쓰 마사지에게 마운드 자리를 넘겨주며 우익수의 수비에도 올랐다.
그러나 1987년 10월 3일 요미우리 자이언츠(고라쿠엔 구장)와의 경기에서 5회초에 3루로 주루 플레이하는 도중 오른쪽 다리 부분에 아킬레스건이 끊어지는 부상을 당해 이듬해인 1988년에는 수술과 재활훈련을 거쳐 1군에 복귀하였지만 5승 12패와 평균자책점 4.76이라는 최악의 성적을 남기며 부진을 겪는 등 연속 두 자릿수 승리 기록은 중단되었다. 1990년에는 10년 만에 마무리 투수로 전향하면서 6승 6패 21세이브의 성적을 올려 컴백상 수상했다.
1992년에는 현역 은퇴를 표명했고 은퇴 경기는 소화 시합에서의 요미우리전이었지만 엔도의 마지막 등판하는 모습을 보기 위해 팬들이 몰려오면서 홈구장인 요코하마 스타디움은 만원을 이뤘다. 2이닝 무실점과 140 km/h를 넘는 스트레이트와 포크볼을 던져 유종의 미를 장식했다. 은퇴식에서는 모든 선수들이 눈물을 흘리면서 엔도의 은퇴를 애석히 여겼고 1년 선배인 사이토 아키오와 포옹할 때 모두 통곡하여 서로 껴안았다. 또한 이 경기는 ‘요코하마 다이요 웨일스’로서의 마지막 경기였다(이듬해 1993년부터는 팀 이름을 ‘요코하마 베이스타스’로 변경되었다).

### 그 후
은퇴 후에는 TBS의 야구 해설위원을 거쳐 1997년에는 요코하마 베이스타스 2군 투수 코치로 발탁됐고 2000년에 1군 투수 코치로 승격해 2003년까지 맡았다.
2009년 6월 1일자로 가나가와현 가마쿠라시 관광협회 전무이사로 취임했고 2015년 5월 31일부로 퇴임했다. 더 나아가 재팬애슬래틱아카데미(요코하마 스타디움 실내 연습장에서 개최)에서 초등학생과 중학생들을 상대로 야구 지도를 맡고 있다.

## 플레이 스타일
현역 시절에는 유연한 폼으로부터 계속 내보내는 강속구 및 ‘번개 포크’라고 불리는 고속 포크를 무기로 2년 연속 최다승, 6년 연속 두 자릿수 승리를 포함한 통산 134승을 기록하는 등 요코하마 다이요 웨일스의 간판 에이스로서 활약했다. 대명사라고 칭해진 예리할 정도의 날카로운 포크볼은 다이요 입단 후에 포수인 쓰지 야스히코와 함께 개발하여 연마했다. 쓰지는 한신 타이거스에서 활동할 당시에 무라야마 미노루의 포크를 습득받고 있어 이 때의 경험을 모두 엔도에게 전하기도 했다.

## 상세 정보

### 출신 학교
- 학교법인 이시카와 고등학교
- 도카이 대학

### 선수 경력
- 요코하마 다이요 웨일스(1978년 ~ 1992년)

### 지도자·기타 경력
- TBS 야구 해설위원(1993년 ~ 1996년, 2004년 ~ )
- 요코하마 베이스타스 2군 투수 코치(1997년 ~ 1999년)
- 요코하마 베이스타스 1군 투수 코치(2000년 ~ 2003년)

### 수상·타이틀 경력

#### 타이틀
- 다승왕 : 2회(1983년, 1984년)
- 최다 탈삼진(당시는 타이틀이 아님) : 3회(1983년, 1984년, 1986년) ※센트럴 리그에서는 1991년부터 타이틀로 제정됨.

#### 수상
- 사와무라 에이지상 : 1회(1983년)
- 최우수 투수 : 1회(1983년)
- 베스트 나인 : 1회(1983년)
- 월간 MVP : 2회(1983년 9월, 1985년 6월)
- 컴백상 : 1회(1990년)

### 개인 기록

#### 첫 기록
- 첫 등판 : 1978년 8월 15일, 대 주니치 드래건스 18차전(요코하마 스타디움), 5회초 2사에 4번째 투수로서 구원 등판, 1과 1/3이닝 무실점
- 첫 탈삼진 : 상동, 다카기 모리미치로부터
- 첫 선발 : 1978년 8월 21일, 대 야쿠르트 스왈로스 22차전(메이지 진구 야구장), 2와 1/3이닝 4실점
- 첫 승리·첫 완투 승리 : 1978년 9월 10일, 대 주니치 드래건스 25차전(요코하마 스타디움), 9이닝 2실점
- 첫 세이브 : 1979년 5월 16일, 대 요미우리 자이언츠 7차전(이시카와 현립 야구장), 8회말 무사에 2번째 투수로서 구원 등판·마무리, 1이닝 무실점
- 첫 완봉 승리 : 1979년 6월 2일, 대 히로시마 도요 카프 7차전(삿포로시 마루야마 구장)

#### 기록 달성 경력
- 통산 1000투구 이닝 : 1984년 5월 6일, 대 주니치 드래건스 6차전(요코하마 스타디움), 7회초 3아웃에 달성
- 통산 1000탈삼진 : 1985년 5월 16일, 대 한신 타이거스 4차전(한신 고시엔 구장), 4회말에 마유미 아키노부로부터 ※역대 70번째
- 통산 1500투구 이닝 : 1986년 5월 22일, 대 요미우리 자이언츠 9차전(요코하마 스타디움), 6회초 2아웃에 달성
- 통산 100승 : 1986년 8월 30일, 대 야쿠르트 스왈로스 19차전(도야노 운동 공원 야구장), 9이닝 1실점 완투 승리(무자책점) ※역대 93번째
- 통산 1500탈삼진 : 1989년 8월 20일, 대 주니치 드래건스 21차전(구사나기 구장), 1회초에 가와마타 요네토시로부터 ※역대 30번째
- 통산 2000투구 이닝 : 상동, 1회초 3아웃에 달성

#### 기타
- 올스타전 출장 : 5회(1979년, 1984년 ~ 1986년, 1990년)

### 등번호
- 38(1978년)
- 24(1979년 ~ 1992년)
- 83(1997년 ~ 2003년)

### 연도별 투수 성적
| 연 도       | 소 속       | 등 판 | 선 발 | 완 투 | 완 봉 | 무 4 구 | 승 리 | 패 전 | 세 이 브 | 홀 드 | 승 률 | 타 자 | 이 닝  | 피 안 타 | 피 홈 런 | 볼 넷 | 고 4 | 몸 맞 | 탈 삼 진 | 폭 투 | 보 크 | 실 점 | 자 책 점 | 평 자 책 | W H I P |
| ----------- | ----------- | ----- | ----- | ----- | ----- | ------- | ----- | ----- | -------- | ----- | ----- | ----- | ------ | -------- | -------- | ----- | ---- | ----- | -------- | ----- | ----- | ----- | -------- | -------- | ------- |
| 1978년      | 다이요      | 11    | 2     | 1     | 0     | 1       | 1     | 0     | 0        | --    | 1.000 | 96    | 23.2   | 20       | 2        | 6     | 1    | 1     | 18       | 0     | 0     | 13    | 12       | 4.50     | 1.10    |
| 1979년      | 다이요      | 47    | 24    | 8     | 1     | 0       | 12    | 12    | 8        | --    | .500  | 840   | 203.1  | 198      | 29       | 54    | 3    | 1     | 165      | 2     | 0     | 89    | 86       | 3.81     | 1.24    |
| 1980년      | 다이요      | 54    | 2     | 0     | 0     | 0       | 5     | 5     | 16       | --    | .500  | 435   | 105.0  | 92       | 15       | 31    | 8    | 0     | 108      | 0     | 1     | 41    | 37       | 3.17     | 1.17    |
| 1981년      | 다이요      | 35    | 17    | 5     | 0     | 1       | 8     | 11    | 2        | --    | .421  | 586   | 135.1  | 144      | 15       | 51    | 5    | 2     | 96       | 3     | 0     | 62    | 59       | 3.93     | 1.44    |
| 1982년      | 다이요      | 38    | 34    | 12    | 4     | 1       | 14    | 17    | 1        | --    | .452  | 1018  | 243.2  | 229      | 27       | 71    | 7    | 2     | 177      | 3     | 0     | 98    | 83       | 3.06     | 1.23    |
| 1983년      | 다이요      | 36    | 28    | 16    | 3     | 1       | 18    | 9     | 3        | --    | .667  | 959   | 238.1  | 219      | 31       | 42    | 7    | 5     | 186      | 2     | 2     | 81    | 76       | 2.87     | 1.10    |
| 1984년      | 다이요      | 38    | 37    | 18    | 2     | 3       | 17    | 17    | 0        | --    | .500  | 1138  | 276.2  | 255      | 39       | 60    | 3    | 2     | 208      | 1     | 1     | 132   | 113      | 3.68     | 1.14    |
| 1985년      | 다이요      | 28    | 28    | 16    | 2     | 3       | 14    | 7     | 0        | --    | .667  | 869   | 214.1  | 188      | 25       | 51    | 1    | 1     | 154      | 2     | 0     | 82    | 75       | 3.15     | 1.12    |
| 1986년      | 다이요      | 31    | 31    | 16    | 1     | 7       | 13    | 13    | 0        | --    | .500  | 967   | 233.0  | 242      | 29       | 31    | 4    | 1     | 185      | 4     | 0     | 92    | 78       | 3.01     | 1.17    |
| 1987년      | 다이요      | 23    | 23    | 15    | 1     | 6       | 14    | 7     | 0        | --    | .667  | 729   | 181.1  | 172      | 21       | 25    | 5    | 2     | 107      | 0     | 0     | 62    | 58       | 2.88     | 1.09    |
| 1988년      | 다이요      | 23    | 21    | 1     | 0     | 0       | 5     | 12    | 0        | --    | .294  | 465   | 109.2  | 123      | 17       | 22    | 1    | 1     | 67       | 0     | 0     | 63    | 58       | 4.76     | 1.32    |
| 1989년      | 다이요      | 19    | 16    | 1     | 0     | 0       | 2     | 8     | 0        | --    | .200  | 384   | 89.0   | 113      | 22       | 14    | 1    | 2     | 69       | 2     | 0     | 61    | 61       | 6.17     | 1.43    |
| 1990년      | 다이요      | 45    | 0     | 0     | 0     | 0       | 6     | 6     | 21       | --    | .500  | 281   | 70.2   | 51       | 7        | 18    | 7    | 1     | 55       | 0     | 0     | 21    | 17       | 2.17     | 0.98    |
| 1991년      | 다이요      | 19    | 0     | 0     | 0     | 0       | 2     | 2     | 7        | --    | .500  | 108   | 25.0   | 26       | 5        | 9     | 3    | 0     | 18       | 2     | 0     | 16    | 16       | 5.76     | 1.40    |
| 1992년      | 다이요      | 13    | 13    | 0     | 0     | 0       | 3     | 2     | 0        | --    | .600  | 253   | 59.1   | 65       | 7        | 13    | 0    | 0     | 41       | 1     | 0     | 28    | 27       | 4.10     | 1.31    |
| 통산 : 15년 | 통산 : 15년 | 460   | 276   | 109   | 14    | 23      | 134   | 128   | 58       | --    | .511  | 9128  | 2208.1 | 2137     | 291      | 498   | 56   | 21    | 1654     | 22    | 4     | 941   | 856      | 3.49     | 1.19    |

- 굵은 글씨는 시즌 최고 성적.